# Vĩnh Trinh
Vĩnh Trinh là một xã thuộc thành phố Cần Thơ, Việt Nam.

## Địa lý
Xã Vĩnh Trinh có vị trí địa lý:
- Phía đông giáp phường Thốt Nốt
- Phía tây giáp xã Vĩnh Thạnh
- Phía nam giáp phường Trung Nhứt
- Phía bắc giáp tỉnh An Giang.

Xã Vĩnh Trinh có diện tích 51,01 km², dân số năm 2024 là 27.026 người, mật độ dân số đạt 529 người/km².

## Lịch sử
Ngày 20 tháng 9 năm 1975, Bộ Chính trị ban hành Nghị quyết số 245-NQ/TW về việc hợp nhất tỉnh Cần Thơ (ngoại trừ huyện Thốt Nốt), tỉnh Sóc Trăng, tỉnh Trà Vinh, tỉnh Vĩnh Long thành một tỉnh, tên gọi tỉnh mới cùng với nơi đặt tỉnh lỵ sẽ do địa phương đề nghị lên.
Ngày 20 tháng 12 năm 1975, Bộ Chính trị ban hành Nghị quyết số 19/NQ về việc hợp nhất tỉnh Cần Thơ (bao gồm cả huyện Thốt Nốt của tỉnh Long Xuyên), tỉnh Sóc Trăng thành một tỉnh mới, tên gọi tỉnh mới cùng với nơi đặt tỉnh lỵ sẽ do địa phương đề nghị lên.
Ngày 24 tháng 2 năm 1976, Chính phủ Cách mạng lâm thời Cộng hòa miền Nam Việt Nam ban hành Nghị định số 3/NQ/1976 về việc hợp nhất tỉnh Cần Thơ, tỉnh Sóc Trăng và thành phố Cần Thơ thành một tỉnh mới, lấy tên là tỉnh Hậu Giang.
Ngày 26 tháng 12 năm 1991, Quốc hội ban hành Nghị quyết về việc chia tỉnh Hậu Giang thành tỉnh Cần Thơ và tỉnh Sóc Trăng.
Ngày 26 tháng 11 năm 2003, Quốc hội ban hành Nghị quyết số 22/2003/QH11 về việc chia tỉnh Cần Thơ thành thành phố Cần Thơ trực thuộc trung ương và tỉnh Hậu Giang.
Ngày 2 tháng 1 năm 2004, Chính phủ ban hành Nghị định số 05/2004/NĐ-CP về việc:
- Sáp nhập 85,94 ha diện tích tự nhiên và 1.618 nhân khẩu của xã Vĩnh Trinh vào xã Thới Thuận thuộc huyện Thốt Nốt.
- Thành lập huyện Vĩnh Thạnh thuộc thành phố Cần Thơ.
- Thành lập xã Vĩnh Trinh thuộc huyện Vĩnh Thạnh trên cơ sở 2.811,47 ha diện tích tự nhiên và 19.171 nhân khẩu của xã Vĩnh Trinh thuộc huyện Thốt Nốt.

Ngày 23 tháng 12 năm 2008, Chính phủ ban hành Nghị định số 12/NĐ-CP về việc:
- Thành lập xã Vĩnh Bình thuộc huyện Thốt Nốt trên cơ sở điều chỉnh 1.095,67 ha diện tích tự nhiên và 3.191 nhân khẩu của xã Thới Thuận; 857,84 ha diện tích tự nhiên và 4.038 nhân khẩu của xã Trung Nhứt.
- Điều chỉnh toàn bộ 1.953,51 ha diện tích tự nhiên và 7.229 nhân khẩu của xã Vĩnh Bình thuộc huyện Thốt Nốt về huyện Vĩnh Thạnh quản lý.

Ngày 12 tháng 6 năm 2025, Quốc hội ban hành Nghị quyết số 202/2025/QH15 về việc sắp xếp đơn vị hành chính cấp tỉnh (nghị quyết có hiệu lực từ ngày 12 tháng 6 năm 2025). Theo đó, sáp nhập tỉnh Hậu Giang và tỉnh Sóc Trăng vào thành phố Cần Thơ.
Ngày 16 tháng 6 năm 2025:
- Quốc hội ban hành Nghị quyết số 203/2025/QH15[11] về việc Sửa đổi, bổ sung một số điều của Hiến pháp nước Cộng hòa xã hội chủ nghĩa Việt Nam. Theo đó, kết thúc hoạt động của đơn vị hành chính cấp huyện trong cả nước từ ngày 1 tháng 7 năm 2025.
- Ủy ban Thường vụ Quốc hội ban hành Nghị quyết số 1668/NQ-UBTVQH15[12] về việc sắp xếp các đơn vị hành chính cấp xã của thành phố Cần Thơ năm 2025 (nghị quyết có hiệu lực từ ngày 16 tháng 6 năm 2025). Theo đó, thành lập xã Vĩnh Trinh thuộc thành phố Cần Thơ trên cơ sở toàn bộ 21,78 km² diện tích tự nhiên, quy mô dân số là 7.616 người của xã Vĩnh Bình và toàn bộ 29,23 km² diện tích tự nhiên, quy mô dân số là 19.410 người của xã Vĩnh Trinh thuộc huyện Vĩnh Thạnh.

Xã Vĩnh Trinh có 51,01 km² diện tích tự nhiên và quy mô dân số là 27.026 người.